# Imboscata del Negev
L'imboscata della strada nel deserto del Negev fu un attacco terroristico avvenuto il 4 ottobre 1956.

## L'attacco
Nel pomeriggio del 4 ottobre 1956, una squadra di 10 militanti fedayyin palestinesi armati si infiltrò in Israele dalla Giordania. In pieno giorno, i militanti scesero in picchiata su due jeep sulla strada Sodom-Be'er Sheva (autostrada 25), che viaggiavano sul tratto di strada che attraversa la parte meridionale del Mar Morto, 11 chilometri ad ovest del confine tra Israele e Giordania. I veicoli trasportavano dipendenti della società Solel Boneh.
I militanti iniziarono attaccando il primo veicolo con il fuoco della mitragliatrice, uccidendo tutti e quattro i passeggeri nell'auto. Successivamente i militanti attaccarono il secondo veicolo. Uno dei passeggeri della seconda macchina saltò fuori nel tentativo di sfuggire ai militanti e salvarsi la vita. I militanti riuscirono comunque ad ucciderlo.
Solo una persona, un ingegnere americano che guidava la seconda macchina, riuscì a sfuggire all'incidente.

### Vittime
- Gabriel Benjamin Dahan (nato nel 1931);[1]
- Ephraim Waldman (nato nel 1907);[2]
- Arie Lahav (nato nel 1921);[3]
- Jacob Lustig (nato nel 1916).[4]

## Conseguenze
I membri della squadra vennero arrestati al loro ritorno in Giordania da una forza di polizia giordana. Poco dopo, il re Husayn di Giordania ordinò il rilascio degli assalitori.
Un portavoce del ministero degli esteri israeliano accusò per le uccisioni di un "gruppo giordano ben addestrato e organizzato". Affermò anche che l'incidente "mostra una continuazione della politica di aggressione e molestia alla frontiera della Giordania".

### Operazione Samaria
Di conseguenza, Israele decise di reagire in risposta all'imboscata del Negev e ad un attacco dello stesso giorno in cui infiltrati dalla Giordania uccisero due lavoratori israeliani in un frutteto vicino a Even Yehuda e gli tagliarono le orecchie. Il 10 ottobre l'esercito israeliano condusse un contrattacco dal nome in codice Operazione Samaria in cui l'IDF attaccò la stazione di polizia di Qalqilya al forte di Tegart. Dopo una feroce battaglia il forte venne fatto saltare in aria. 18 soldati israeliani morirono nell'operazione e 68 rimasero feriti. Circa 88 giordani vennero uccisi e 15 feriti.